# Chemins de fer du Jura
Les Chemins de fer du Jura (CJ) sont une entreprise de transport ferroviaire et routier, desservant les cantons du Jura, Berne et Neuchâtel. Son siège social est à Tavannes. Les CJ sont une société anonyme. Le nombre d'actions est de 108 500.
Les CJ ont été créés à la suite de la fusion de quatre sociétés indépendantes reliant Porrentruy à Bonfol, Saignelégier à La Chaux-de-Fonds, Glovelier à Saignelégier et Tavannes à Le Noirmont. Les lignes s'étendent sur 84,8 km au total, dont un peu plus de 73 km de voies métriques, les 11 km restants entre Porrentruy et Bonfol étant des voies normales. Les Chemins de fer du Jura exploitent également des services de bus locaux dans toute la région. La compagnie dispose aussi de 4 camions pour le transport du lait.
Les CJ sont une compagnie ferroviaire intégrée, à la fois gestionnaire d'infrastructure ferroviaire et exploitant. En 2019, les CJ ont transporté 1 457 000 de passagers en train et 322 000 passagers en bus.
Effectif du personnel : 170 salariés dont 4 apprenants.

## Historique[3]
Lorsque fut ouverte par la Compagnie du Jura industriel, le 2 juillet 1857, la première ligne de chemin de fer de la chaîne du Jura suisse entre La Chaux-de-Fonds et Le Locle, la plus ancienne voie ferrée de Suisse (Zürich - Baden) n'avait que 10 ans d'existence.
Ce n'est que vers 1870 que la fièvre des constructeurs de lignes de chemins de fer s'étendra alors rapidement à toute la région. Ainsi la ligne Porrentruy - Delle fut ouverte en 1872, Sonceboz - Tavannes en 1874, Delémont - Moutier et Court - Tavannes en 1876, Glovelier - Porrentruy et Moutier - Court en 1877, qui permit la liaison entre Bienne et Delémont.

### Ouverture des lignes exploitées actuellement par les Chemins de fer du Jura
1. Tavannes - Le Noirmont (CTN), longueur : 22 979 m, écartement des rails : 1 m. 
Le tronçon Tavannes - Tramelan (TT) était exploité en traction vapeur dès 1884 puis a été électrifié en 1913. Le tronçon Tramelan - Le Noirmont (TBN) était électrifié dès son origine en 1913. Les deux compagnies ont fusionné en 1927 pour former la compagnie Tavannes - Le Noirmont (CTN).
2. Saignelégier - La Chaux-de-Fonds (SC), longueur : 26 446 m, écartement : 1 m. Ligne exploitée dès 1892 en traction vapeur.
3. Saignelégier - Glovelier (RSG), longueur : 24 891 m, écartement : voie normale puis conversion à l'écartement métrique en 1952. Ligne exploitée dès 1904 en traction vapeur.
4. Porrentruy - Bonfol (RPB), longueur : 10 893 m, écartement : normal de 1 435 mm. Ligne exploitée dès 1901 en traction vapeur, prolongée en 1910 jusqu'à la frontière alsacienne où elle se raccordait au réseau des chemins de fer du Reich.

### Fusion
La Compagnie des chemins de fer du Jura est fondée le 1er janvier 1944, par la fusion des quatre compagnies précitées qui exploitaient jusque-là séparément leur ligne.

### Réorganisation technique (1946 - 1953)

#### Réseau à voie étroite
La ligne Glovelier - Saignelégier a été transformée à l'écartement métrique pour permettre l'utilisation rationnelle du matériel et du personnel.
Le matériel roulant a été entièrement remplacé par des véhicules modernes, à l'exception d'une automotrice et d'une voiture qui ont été conservées et restaurées pour des voyages touristiques.
Toutes les lignes ont été électrifiées et alimentées en courant continu à 1 500 volts par six sous-stations à : Orange, Les Reussilles, Le Noirmont, La Ferrière, Pré-Petitjean et Sceut. Ce choix a été déterminé par la présence de la compagnie des Chemins de fer des Montagnes neuchâteloises (CMN) (aujourd'hui TransN) à La Chaux-de-Fonds et utilisant le même courant.

#### Réseau à voie normalePorrentruy - Bonfol
La ligne a été électrifiée en 1952 et alimentée en courant de 15 000 volts et 16 2/3 hertz, avec une caténaire à consoles diagonales.
Le parc a été constitué de locomotives légères et de voitures à voyageurs anciennes révisées provenant du réseau CFF.

### Vue d'ensemble de l'origine des Chemins de fer du Jura
O : Ouverture ; F : Fusion
| Chemin de fer Tramelan – Tavannes (TT) O : 16 août 1884 F : 1er janvier 1927 | Chemin de fer Tramelan – Tavannes (TT) O : 16 août 1884 F : 1er janvier 1927 | Chemin de fer Tramelan – Tavannes (TT) O : 16 août 1884 F : 1er janvier 1927 | Chemin de fer Tramelan – Tavannes (TT) O : 16 août 1884 F : 1er janvier 1927 | Chemin de fer Tramelan – Tavannes (TT) O : 16 août 1884 F : 1er janvier 1927 | Chemin de fer Tramelan – Tavannes (TT) O : 16 août 1884 F : 1er janvier 1927 |  |  | Chemin de fer Tramelan - Le Noirmont (TBN) O : 16 décembre 1913 F : 1er janvier 1927 | Chemin de fer Tramelan - Le Noirmont (TBN) O : 16 décembre 1913 F : 1er janvier 1927 | Chemin de fer Tramelan - Le Noirmont (TBN) O : 16 décembre 1913 F : 1er janvier 1927 | Chemin de fer Tramelan - Le Noirmont (TBN) O : 16 décembre 1913 F : 1er janvier 1927 | Chemin de fer Tramelan - Le Noirmont (TBN) O : 16 décembre 1913 F : 1er janvier 1927 | Chemin de fer Tramelan - Le Noirmont (TBN) O : 16 décembre 1913 F : 1er janvier 1927 |  |  | Chemin de fer Saignelégier – La Chaux-de-Fonds (SC) O : 7 décembre 1892 F : 1er janvier 1944 | Chemin de fer Saignelégier – La Chaux-de-Fonds (SC) O : 7 décembre 1892 F : 1er janvier 1944 | Chemin de fer Saignelégier – La Chaux-de-Fonds (SC) O : 7 décembre 1892 F : 1er janvier 1944 | Chemin de fer Saignelégier – La Chaux-de-Fonds (SC) O : 7 décembre 1892 F : 1er janvier 1944 | Chemin de fer Saignelégier – La Chaux-de-Fonds (SC) O : 7 décembre 1892 F : 1er janvier 1944 | Chemin de fer Saignelégier – La Chaux-de-Fonds (SC) O : 7 décembre 1892 F : 1er janvier 1944 |  |  | Chemin de fer Porrentruy – Bonfol (RPB) O : 14 juillet 1901 F : 1er janvier 1944 | Chemin de fer Porrentruy – Bonfol (RPB) O : 14 juillet 1901 F : 1er janvier 1944 | Chemin de fer Porrentruy – Bonfol (RPB) O : 14 juillet 1901 F : 1er janvier 1944 | Chemin de fer Porrentruy – Bonfol (RPB) O : 14 juillet 1901 F : 1er janvier 1944 | Chemin de fer Porrentruy – Bonfol (RPB) O : 14 juillet 1901 F : 1er janvier 1944 | Chemin de fer Porrentruy – Bonfol (RPB) O : 14 juillet 1901 F : 1er janvier 1944 |  |  | Chemin de fer Saignelégier – Glovelier (RSG) O : 21 mai 1904 F : 1er janvier 1944 | Chemin de fer Saignelégier – Glovelier (RSG) O : 21 mai 1904 F : 1er janvier 1944 | Chemin de fer Saignelégier – Glovelier (RSG) O : 21 mai 1904 F : 1er janvier 1944 | Chemin de fer Saignelégier – Glovelier (RSG) O : 21 mai 1904 F : 1er janvier 1944 | Chemin de fer Saignelégier – Glovelier (RSG) O : 21 mai 1904 F : 1er janvier 1944 | Chemin de fer Saignelégier – Glovelier (RSG) O : 21 mai 1904 F : 1er janvier 1944 |  |  |  |  |  |  |  |  |  |  |  |  |  |  |  |  |  |  |  |  |  |  |  |  |  |  |
| Chemin de fer Tramelan – Tavannes (TT) O : 16 août 1884 F : 1er janvier 1927 | Chemin de fer Tramelan – Tavannes (TT) O : 16 août 1884 F : 1er janvier 1927 | Chemin de fer Tramelan – Tavannes (TT) O : 16 août 1884 F : 1er janvier 1927 | Chemin de fer Tramelan – Tavannes (TT) O : 16 août 1884 F : 1er janvier 1927 | Chemin de fer Tramelan – Tavannes (TT) O : 16 août 1884 F : 1er janvier 1927 | Chemin de fer Tramelan – Tavannes (TT) O : 16 août 1884 F : 1er janvier 1927 |  |  | Chemin de fer Tramelan - Le Noirmont (TBN) O : 16 décembre 1913 F : 1er janvier 1927 | Chemin de fer Tramelan - Le Noirmont (TBN) O : 16 décembre 1913 F : 1er janvier 1927 | Chemin de fer Tramelan - Le Noirmont (TBN) O : 16 décembre 1913 F : 1er janvier 1927 | Chemin de fer Tramelan - Le Noirmont (TBN) O : 16 décembre 1913 F : 1er janvier 1927 | Chemin de fer Tramelan - Le Noirmont (TBN) O : 16 décembre 1913 F : 1er janvier 1927 | Chemin de fer Tramelan - Le Noirmont (TBN) O : 16 décembre 1913 F : 1er janvier 1927 |  |  | Chemin de fer Saignelégier – La Chaux-de-Fonds (SC) O : 7 décembre 1892 F : 1er janvier 1944 | Chemin de fer Saignelégier – La Chaux-de-Fonds (SC) O : 7 décembre 1892 F : 1er janvier 1944 | Chemin de fer Saignelégier – La Chaux-de-Fonds (SC) O : 7 décembre 1892 F : 1er janvier 1944 | Chemin de fer Saignelégier – La Chaux-de-Fonds (SC) O : 7 décembre 1892 F : 1er janvier 1944 | Chemin de fer Saignelégier – La Chaux-de-Fonds (SC) O : 7 décembre 1892 F : 1er janvier 1944 | Chemin de fer Saignelégier – La Chaux-de-Fonds (SC) O : 7 décembre 1892 F : 1er janvier 1944 |  |  | Chemin de fer Porrentruy – Bonfol (RPB) O : 14 juillet 1901 F : 1er janvier 1944 | Chemin de fer Porrentruy – Bonfol (RPB) O : 14 juillet 1901 F : 1er janvier 1944 | Chemin de fer Porrentruy – Bonfol (RPB) O : 14 juillet 1901 F : 1er janvier 1944 | Chemin de fer Porrentruy – Bonfol (RPB) O : 14 juillet 1901 F : 1er janvier 1944 | Chemin de fer Porrentruy – Bonfol (RPB) O : 14 juillet 1901 F : 1er janvier 1944 | Chemin de fer Porrentruy – Bonfol (RPB) O : 14 juillet 1901 F : 1er janvier 1944 |  |  | Chemin de fer Saignelégier – Glovelier (RSG) O : 21 mai 1904 F : 1er janvier 1944 | Chemin de fer Saignelégier – Glovelier (RSG) O : 21 mai 1904 F : 1er janvier 1944 | Chemin de fer Saignelégier – Glovelier (RSG) O : 21 mai 1904 F : 1er janvier 1944 | Chemin de fer Saignelégier – Glovelier (RSG) O : 21 mai 1904 F : 1er janvier 1944 | Chemin de fer Saignelégier – Glovelier (RSG) O : 21 mai 1904 F : 1er janvier 1944 | Chemin de fer Saignelégier – Glovelier (RSG) O : 21 mai 1904 F : 1er janvier 1944 |  |  |  |  |  |  |  |  |  |  |  |  |  |  |  |  |  |  |  |  |  |  |  |  |  |  |
|                                                                              |                                                                              |                                                                              |                                                                              |                                                                              |                                                                              |  |  |                                                                                      |                                                                                      |                                                                                      |                                                                                      |                                                                                      |                                                                                      |  |  |                                                                                              |                                                                                              |                                                                                              |                                                                                              |                                                                                              |                                                                                              |  |  |                                                                                  |                                                                                  |                                                                                  |                                                                                  |                                                                                  |                                                                                  |  |  |                                                                                   |                                                                                   |                                                                                   |                                                                                   |                                                                                   |                                                                                   |  |  |  |  |  |  |  |  |  |  |  |  |  |  |  |  |  |  |  |  |  |  |  |  |  |  |
|                                                                              |                                                                              |                                                                              |                                                                              | Chemin de fer Le Noirmont – Tramelan – Tavannes (CTN) F : 1er janvier 1944   |                                                                              |  |  |                                                                                      |                                                                                      |                                                                                      |                                                                                      |                                                                                      |                                                                                      |  |  |                                                                                              |                                                                                              |                                                                                              |                                                                                              |                                                                                              |                                                                                              |  |  |                                                                                  |                                                                                  |                                                                                  |                                                                                  |                                                                                  |                                                                                  |  |  |                                                                                   |                                                                                   |                                                                                   |                                                                                   |                                                                                   |                                                                                   |  |  |  |  |  |  |  |  |  |  |  |  |  |  |  |  |  |  |  |  |  |  |  |  |  |  |
|                                                                              |                                                                              |                                                                              |                                                                              |                                                                              |                                                                              |  |  |                                                                                      |                                                                                      |                                                                                      |                                                                                      |                                                                                      |                                                                                      |  |  |                                                                                              |                                                                                              |                                                                                              |                                                                                              |                                                                                              |                                                                                              |  |  |                                                                                  |                                                                                  |                                                                                  |                                                                                  |                                                                                  |                                                                                  |  |  |                                                                                   |                                                                                   |                                                                                   |                                                                                   |                                                                                   |                                                                                   |  |  |  |  |  |  |  |  |  |  |  |  |  |  |  |  |  |  |  |  |  |  |  |  |  |  |
|                                                                              |                                                                              |                                                                              |                                                                              |                                                                              |                                                                              |  |  |                                                                                      |                                                                                      |                                                                                      |                                                                                      |                                                                                      |                                                                                      |  |  |                                                                                              |                                                                                              |                                                                                              |                                                                                              |                                                                                              |                                                                                              |  |  |                                                                                  |                                                                                  |                                                                                  |                                                                                  |                                                                                  |                                                                                  |  |  |                                                                                   |                                                                                   |                                                                                   |                                                                                   |                                                                                   |                                                                                   |  |  |  |  |  |  |  |  |  |  |  |  |  |  |  |  |  |  |  |  |  |  |  |  |  |  |
|                                                                              |                                                                              |                                                                              |                                                                              |                                                                              |                                                                              |  |  |                                                                                      |                                                                                      |                                                                                      |                                                                                      |                                                                                      |                                                                                      |  |  | Chemins de fer du Jura (CJ)                                                                  |                                                                                              |                                                                                              |                                                                                              |                                                                                              |                                                                                              |  |  |                                                                                  |                                                                                  |                                                                                  |                                                                                  |                                                                                  |                                                                                  |  |  |                                                                                   |                                                                                   |                                                                                   |                                                                                   |                                                                                   |                                                                                   |  |  |  |  |  |  |  |  |  |  |  |  |  |  |  |  |  |  |  |  |  |  |  |  |  |  |

## Chronologie[6]
- 16 août 1884 : ouverture de la ligne Tramelan – Tavannes (TT).
- 7 décembre 1892 : inauguration de la ligne Saignelégier – La Chaux-de-Fonds-Est (SC). La ligne, longue de 25 km, relie Saignelégier à la place d'armes de La Chaux-de-Fonds ; elle sera complétée par un dernier kilomètre un an plus tard (28 novembre 1893) jusqu'au centre de la cité.
- 14 juillet 1901 : mise en service de la ligne Porrentruy – Bonfol (RPB).
- 21 mai : mise en service de la ligne Saignelégier – Glovelier (RSG) à voie normale.
- 1er novembre 1910 : ouverture à l'exploitation de la ligne Bonfol – Pfetterhouse – Dannemarie (RPB/DR).
- 15 novembre 1913 : électrification de la ligne Tramelan – Tavannes (TT).
- 16 décembre 1913 : mise en service de la ligne Tramelan – Les Breuleux – Le Noirmont (TBN).
- 1er novembre 1927 : TT et TBN fusionnent pour devenir le Chemin de fer Tavannes – Le Noirmont (CTN)
- 1er janvier 1944 : fusion des quatre compagnies et création des Chemins de fer du Jura (CJ).
- 14 février 1946 : suppression du service voyageurs entre Bonfol et Dannemarie.
- 8 mai 1948 : suppression du service sur la ligne à voie normale Saignelégier – Glovelier, cette dernière sera transformée en voie métrique et rouverte le 4 octobre 1953.
- 17 mai 1952 : mise en service de l'électrification de Porrentruy à Bonfol.
- 4 octobre 1953 : achèvement des travaux d’électrification du réseau.
- 27 octobre 1953 : collision frontale entre Orange et Tramelan : 2 morts[7] et 22 blessés, dont 3 graves.
- 13 septembre 1960 : collision frontale entre Le Creux-des-Biches et Le Noirmont : 1 mort et 12 blessés graves.
- 4 janvier 1970 : fermeture de la ligne Bonfol – Pfetterhouse – Dannemarie.
- 17 décembre 2011 : spectaculaire déraillement de l'ABe 2/6 631 entre Orange et Tramelan : 4 blessés légers[8].
- 5 mai 2020 : la république et canton du Jura attribue l'ensemble des lignes de bus jurassienne à Car Postal.

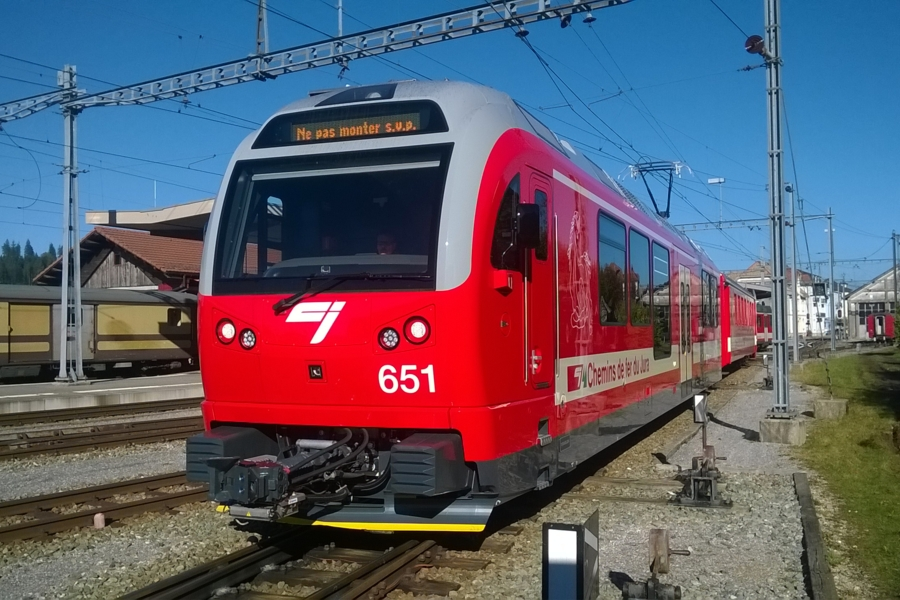
La nouvelle automotrice Be 4/4 651 fraîchement livrée par Stadler Rail manœuvre en gare de Saignelégier.

## Projets
La compagnie souhaite relier Glovelier à Delémont par la pose d'un 3e rail sur la voie CFF (Delémont–Glovelier–Porrentruy–Delle). La mise en service est planifiée vers 2030-2035.
Le réseau voie métrique sera équipé du nouveau contrôle de la marche des trains ZSI 127 de Siemens. La migration a commencé en 2017 et devrait se terminer en 2024.
En 2024, les quais, les installations de sécurité, la ligne de contact et la voie seront totalement remplacés en gares d'Alle et de Bonfol.
En janvier 2025, les CJ ont signé avec Stadler Signalling, le renouvellement des systèmes de sécurité pour les gares de Tavannes et Orange. Les CJ modernisent également une partie de la ligne Tavannes - Le Noirmont avec des systèmes de signalisation électroniques d'ici à 2027, pour la somme de 4.3 millions de francs .
En 2026, la gare de Tramelan sera totalement modifiée.

## Fiche technique

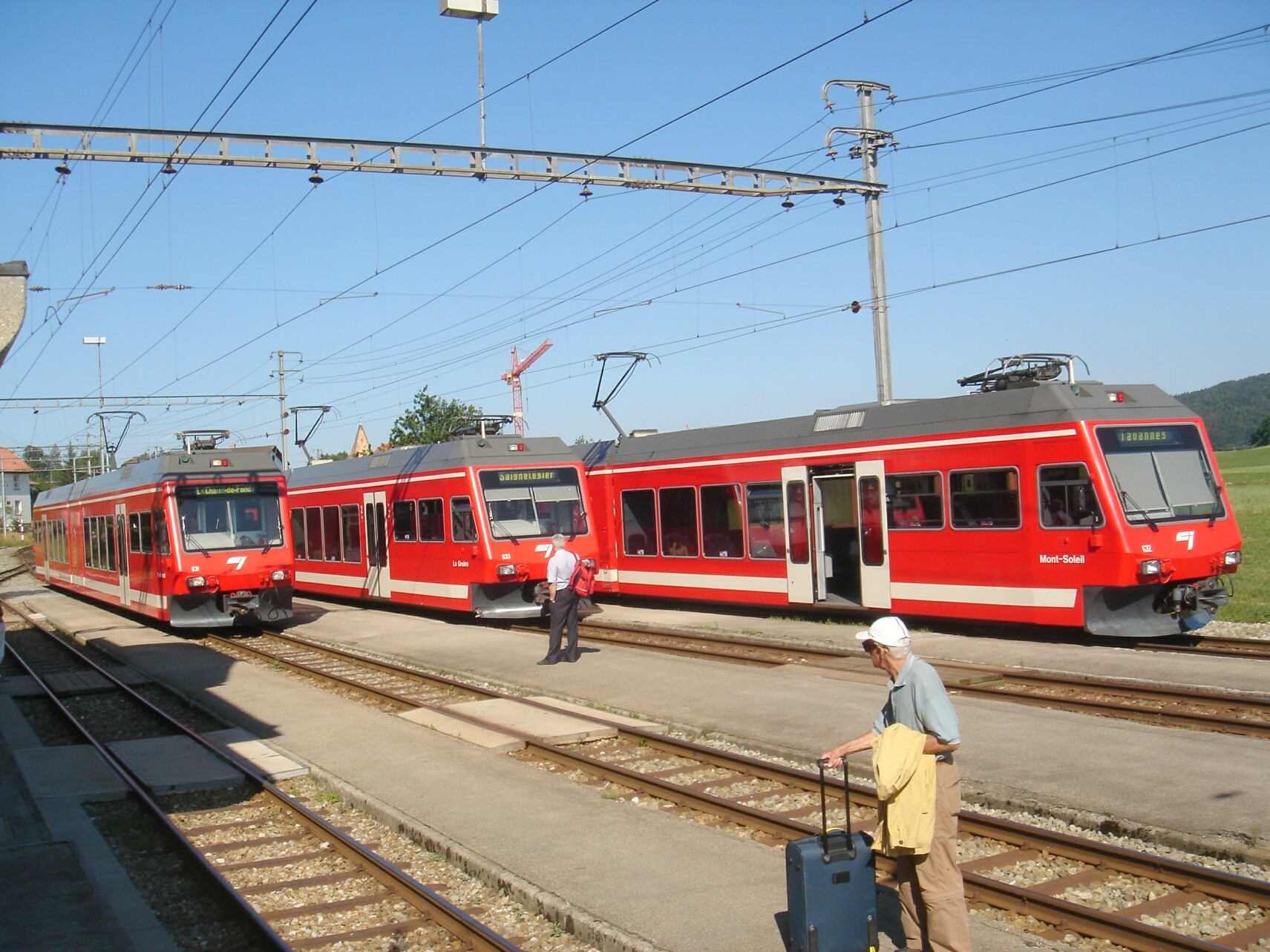
Trois des quatre rames automotrices articulées ABe 2/6 de type Stadler GTW en gare du Noirmont.

### Réseau
Le réseau ferré compte 17 gares voyageurs, 13 haltes, 1 gare marchandise (Bellevue) et 1 gare de service (Orange), 8 tunnels, 38 ponts et passages inférieurs, 106 passages à niveau, 8 passages supérieurs et 2 viaducs. La déclivité la plus forte est de 50‰.
Le réseau ferré CJ comprend les lignes suivantes :
- La Chaux-de-Fonds – Le Noirmont – Glovelier (voie métrique, 51,33 km) ;
- Le Noirmont – Tramelan – Tavannes, (voie métrique, 22,98 km) ;
- Porrentruy – Bonfol, (voie normale, 10,89 km).

Le réseau de lignes à voie métrique atteint une longueur cumulée de 73,9 km.
Les CJ exploitent également les lignes automobiles suivantes :
- Tramelan – Les Breuleux – Saint-Imier ;
- Saint-Imier – Chasseral (service estival).

En outre, Novicar, une agence de voyages possédant quatre cars d'excursion, est intégrée aux CJ depuis 1952. Novicar a été vendu à l'entreprise Autocars Hertzeisen à Glovelier.

### Matériel roulant ferroviaire
En 2024, la compagnie renouvelle une partie de sa flotte par une commande à Stadler Rail de six trains dont cinq ABe 4/12 à trois éléments (numérotées de 671 à 675) et un train ABe 4/8 de deux éléments. Les cinq trains circulent dès 2024 et le cinquième dès 2025. Chaque train comporte deux boggies moteurs situés sous chaque cabine de conduite. Ces trains peuvent être associés en UM.
Chiffres 2019
| Matériel roulant              | Type et numéros                              | Nbre | Année de construction | Constructeur(s)          | Places assises 1re / 2e classe | Remarque(s) | Photo                                     |
| ----------------------------- | -------------------------------------------- | ---- | --------------------- | ------------------------ | ------------------------------ | --- | ----------------------------------------- |
| Véhicules à voie métrique     |                                              |      |                       |                          |                                | |                                           |
| Locomotives                   | De 4/4II 411                                 | 1    | 1953                  | SIG / FFA / BBC          |                                | anc. De 4/4 403, transformé en 1986 aux ateliers de Tramelan                                                         |                                           |
| Locomotives                   | Gem 2/2 521-522                              | 2    | 2019                  | Stadler                  | -                              | Locomotives bi-mode pour l'infrastructure                                                                            |                                           |
| Automotrices                  | BCe 2/4 70                                   | 1    | 1913                  | SWS / BBC / CJ           | 4 / 32                         | Belle époque |                                           |
| Automotrices                  | BDe 4/4II 612                                | 1    | 1985                  | SIG / FFA / BBC          | – / 39                         | 611, 613 : actuellement hors service 614 : démolie en sept. 2017                                                     |                                           |
| Automotrices                  | Be 4/4 615-617                               | 3    | 1984                  | FFA / BBC                | – / 40                         | ex-FW Be 4/4 13, 12, resp. 11 ; rachat 2013, traction des « trains-poubelles » + 1 (Be 4/4 15) pour pièces détachées |                                           |
| Automotrices                  | Be 4/4 651-655                               | 5    | 2016-17               | Stadler                  | – / 40                         | 651 : « Le Paon-du-Jour » 652 : « Le Machaon » 653 : « L'Apollon » 654 : « L'Aurore » 655 : « La Belle-Dame »        |                                           |
| Rames automotrices articulées | GTW ABe 2/6 631-634                          | 4    | 2001                  | Stadler / ADtranz        | 9 / 68                         | 631 : « Pouillerel » 632 : « Mont Soleil » 633 : « La Gruère » 634 : « Le Tabeillon »                                |                                           |
| Rames automotrices articulées | Be 2/4 671-675 + B 671-675 + ABe 2/4 671-675 | 5    | 2024                  | Stadler                  | 11 / 120                       | 671 : « Baitchai » 672 : « Trotteuse » 673 : « Tatouillard » 674 : « Rosette » 675 : « Vouivre »                     |                                           |
| Rames automotrices articulées | Be 2/4 676 + ABe 2/4 676                     | 1    | 2024                  | Stadler                  | 11 / 72                        | 676 : « Cafignons »                                                                                                  |                                           |
| Tracteur électrique           | Te 2/2 504                                   | 1    | 1913                  | BBC                      |                                | Belle époque, marquages TT no 4 (actuellement hors service)                                                          |                                           |
| Tracteurs Diesel              | Xm 509                                       | 1    | 1984                  | Beilhack / Deutz         |                                | entretien caténaire en été ; fraiseuse en hiver                                                                      |                                           |
| Tracteurs Diesel              | Tm 511                                       | 1    | 1984                  | RACO / Saurer            |                                | à l'origine à voie normale, rachat et transformation 2012                                                            | Tm 511                                    |
| Loco-tracteur                 | CRAB 1500E                                   | 1    | 2018                  | ZEPHIR                   |                                | tracteur utilisé pour déplacer les véhicules de l'atelier au dépôt                                                   |                                           |
| Voitures-pilotes              | ABt 711-714                                  | 4    | 1985                  | FFA / BBC                | 12 / 39                        | 2016-2017 : adaptées pour rouler avec les Be 651-655                                                                 |                                           |
| Voitures-pilotes              | ABt 715                                      | 1    | 1986                  | FFA / BBC / CJ           | 8 / 40                         | ex-B 756, transformée en 2009, adaptée en 2016 pour rouler avec les Be 651-655                                       |                                           |
| Voitures-pilotes              | ABDt 721-722                                 | 2    | 1986                  | FFA / BBC                | 16 / 16                        | ex-BDt 721-722, adj. 1re cl. en 2016 ; 722 actuellement hors service                                                 |                                           |
| Voitures voyageurs            | C 7                                          | 1    | 1913                  | SIG                      | – / 32                         | Belle époque | voiture de la compagnie Tavannes-Tramelan |
| Voitures voyageurs            | B 751-756                                    | 5    | 1986                  | FFA                      | – / 64                         | B 751-755 : adaptées en 2016-17 pour rouler avec les Be 651-655 756 transformée en 2009 en ABt 715                   |                                           |
| Voitures voyageurs            | B 761-763                                    | 3    | 1927-30               |                          | – / 60                         | ex-CFF Brünig |                                           |
| Fourgon                       | D 321                                        | 1    | 1971                  | SIG                      |                                | ex-BOB D 532, actuellement hors service                                                                              |                                           |
| Grue                          | X861                                         | 1    | 2021                  | KOS/Nencki               |                                | Grue Palfinger | Nouvelle grue ferroviaire                 |
| Wagons marchandises           | G / H / K / L / S                            | 32   |                       |                          |                                | |                                           |
| Wagons de service             | X                                            | 21   |                       |                          |                                | |                                           |
| Trucks porteurs               | Ua                                           | 29   |                       |                          |                                | |                                           |
| Véhicules à voie normale      |                                              |      |                       |                          |                                | |                                           |
| Automotrices                  | RBDe 4/4 560 141-5                           | 1    | 1984                  | FFA / BBC                | – / 56                         | blason « La Vouivre » ex-CFF RBDe 560 002-8, rachat 2008, actuellement hors service                                  |                                           |
| Automotrices                  | RBDe 4/4 566 222-6                           | 1    | 1973                  | SWS / SAAS               | – / 56                         | ex-BLS (EBT/RM) RBDe 566I 222-5, rachat 2013. Une seconde est actuellement louée aux BLS : RBDe 4/4 566 221.         |                                           |
| Locomotive électrique         | Ee 936 151-153                               | 3    | 1985                  | SLM / BBC                |                                | ex-PTT Ee 3/3 10, 11 et 9, rachat en 2010-2011                                                                       |                                           |
| Tracteurs Diesel              | Tm 231 180-1                                 | 1    | 1962                  | SLM / BBC                |                                | rachat et rénovation en 1999                                                                                         |                                           |
| Tracteurs Diesel              | Tm 232 181-9                                 | 1    | 1971                  | SLM / MAN                |                                | |                                           |
| Tracteurs Diesel              | Tm 232 182-7                                 | 1    | 1982                  | RACO / Saurer            |                                | ex-CFF Tm III 9595, rachat en 2008                                                                                   |                                           |
| Tracteurs Diesel              | Tem 225 183-5                                | 1    | 1967                  | BLS / MFO / SAAS / Deutz |                                | ex-BLS Tm 225 058-7, rachat en 2009. Vendu en 2019 à SAJET                                                           |                                           |
| Voitures-pilotes              | Bt 55 85 29-34 941-4                         | 1    | 1984                  | FFA                      | – / 71                         | ex-CFF Bt NPZ 50 85 29-34 902-1, rachat 2008, actuellement hors service                                              |                                           |
| Voitures-pilotes              | ABt 50 85 80-35 922-4                        | 1    | 1973                  | SWS                      | 24 / 40                        | ex-BLS (EBT/RM) ABt 322, rachat 2013. Une seconde est actuellement louée aux BLS : Bt 921.                           |                                           |
| Wagons de service             | X 40 47 94 56 881                            | 1    | 1910                  | SIG                      |                                | |                                           |
| Wagons de service             | X 40 47 94 57 882-7                          | 1    | 1932                  | SIG                      |                                | |                                           |
| Wagons de service             | X 40 47 94 48 883-7                          | 1    | 1892                  |                          |                                | ex-K2 CFF, rachat 1956                                                                                               |                                           |
| Wagons de service             | Xs 40 47 95 56 884-7                         | 1    | 1966                  | SEAG                     |                                | ex-Tbis CFF |                                           |
| Wagons de service             | X 40 47 94 68 885 et 886                     | 2    | 1953                  | SIG / FFA                |                                | |                                           |
| Wagons de service             | Xs 50 85 00-33 352-3                         | 1    | 1984                  | JMR                      |                                | ex-Z PTT, rachat 2013                                                                                                |                                           |
| Wagons de service             | Fcs 40 85 6452 891 - 902                     | 12   | 1967                  | Talbot                   |                                | ex-Xs CFF, rachat 1990-1991                                                                                          |                                           |
| Wagons de service             | Fcs 40 85 6452 903 - 908                     | 6    | 1963-1964             | BN                       |                                | ex-Xs BN, rachat 1998                                                                                                |                                           |

## Anciens véhicules

### Anciens véhicules de la voie métrique
| Matériel roulant          | Type et numéros     | Nbre | Année de construction | Constructeur(s)          | Mise hors service ou vente | Remarque(s) | Photo |
| ------------------------- | ------------------- | ---- | --------------------- | ------------------------ | -------------------------- | --- | ----- |
| Véhicules à voie métrique |                     |      |                       |                          |                            | |       |
| Locomotive                | Gem 4/4 401         | 1    | 1952                  | SIG / SAAS               | 2020                       | anc. De 4/4 401 |       |
| Locomotive                | De 4/4I 402         |      |                       |                          | 2011                       | transformée en locomotive bi-mode et vendue en 2011 au KWO-MIB (Gem 4/4 12) |       |
| Locomotive                | Gm 4/4 508          |      |                       |                          | 1998                       | ex-VFD T-1 rachetée par les CJ en 1979 : revendue aux Chemins de fer de Provence en 1998 et renumérotée 66.                                                                                |       |
| Automotrice               | BDe 4/4II 611-614   | 3    | 1985                  | SIG / FFA / BBC          | 2017                       | 611, 613 : actuellement hors service 614 : démolie en sept. 2017 |       |
| Automotrice               | Be 4/4 641          |      | 1973                  | SWS / SAAS               | 2017                       | ex-RhB ABe 4/4 487, construite en 1973 par SWS et SAAS, rachetée en 2000 et affectée à la traction des « trains-poubelles », démolie en juin 2017 à la suite d'une lourde avarie           |       |
| Automotrice               | Be 4/4 642          |      | 1973                  | SWS / SAAS               | 2015                       | ex-RhB ABe 4/4 488, construite en 1973 par SWS et SAAS, rachetée en 2000 et affectée à la traction des « trains-poubelles », démolie en mars 2015 à la suite d'une lourde avarie           |       |
| Automotrice               | Be 4/4 621          |      |                       | SWS/SIG/SAAS             | 2017                       | Be 4/4 611, ex-BTI BDe 4/4 5, puis FW BDe 4/4 207, construite par SWS, SIG et SAAS, rachat 1991 et transformation par les ateliers CJ, démolie en août 2017 à la suite d'une lourde avarie |       |
| Automotrice               | BDe 4/4I 601        |      | 1953                  |                          |                            | détachée au BOB (desserte du Mystery Park) et au LEB, actuellement CFe 4/4 601, remise en état d'origine par La Traction pour le Train des horlogers avec la Ct 702                        |       |
| Automotrice               | BDe 4/4I 602 et 605 | 2    | 1953                  |                          | 2001                       | vendue en 2001 aux CFTA à Gray |       |
| Automotrice               | ABDe 4/4I 603       | 1    | 1953                  | SIG / SAAS               | 2018 (à vérifier)          | ex-BDe 4/4I 603, adj. 1re cl. en 1986 |       |
| Automotrice               | BDe 4/4I 604        | 1    | 1953                  |                          |                            | détachée au BOB pour la desserte du Mystery Park, actuellement au MIB (BDe 4/4 11) ; |       |
| Automotrice               | BDe 4/4I 606        | 1    | 1953                  |                          | 2004                       | vendue en 2004 au NStCM (BDe 4/4 231), démolie en juin 2014 ; |       |
| Automotrice               | BDe 4/4I 607        | 1    | 1953                  |                          | 2006                       | vendue en 2006 au NStCM (BDe 4/4 232), sert actuellement pour les manœuvres au dépôt ; |       |
| Automotrice               | BDe 4/4I 608        | 1    | 1953                  |                          | 2017                       | cédée en 2017 à La Traction pour pièces détachées, puis démolition. |       |
| Tracteur                  | Tm 2/2 501          | 1    | 1967                  | Moyse / Deutz            | 2019                       | rachat 1996. |       |
| Tracteur                  | Tm 507              | 1    | 1977                  | Plasser & Theurer / Hatz | 2019 (à vérifier)          | entretien des voies ferrées |       |
| Voiture-pilote            | Bt 704              | 1    | 1952                  | SWS / SAAS               |                            | |       |

BDe 4/4I 601 à 608
- BDe 4/4I 603 : en service aux CJ, transformée en ABDe 4/4 I 603 par adjonction de la 1re classe en 1986 pour le service à 1 véhicule ;

Bt 701 à 706
- Bt 701 : vendue en 2001 à la CFTA à Gray ;
- Bt 702 : a séjourné au LEB, actuellement Ct 702, remise en état d'origine par La Traction pour le Train des horlogers avec la CFe 4/4 601 ;
- Bt 703 : vendue en 2001 à la CFTA à Gray ;
- Bt 704 : en service aux CJ pour la réserve ;
- Bt 705 : vendue en 2004 au NStCM (Bt 331), démolie à Reconvilier en 2014, faute de véhicule moteur pour la tracter ;
- Bt 706 : vendue en 2001 à la CFTA à Gray ; en service aux Chemins de fer de Provence.

BDe 4/4 577 101-9 Bonfol, construite en 1968 par SWS et MFO, démolie en juillet 2020.
BDe 4/4 577 102-7 Alle, construite en 1980 par SWS et BBC.
Bt vu I 50 47 29-03 921-5, construite en 1963 par SWS / MFO / SIG, ex-MO et surnommée « La Valaisanne » : démolie en janvier 2012 aux ateliers CJ de Tramelan.
De 4/4 587 111-6 Vendlincourt, construit par SWS et BBC, reconstruit en 1980 par les ateliers CJ, retiré du parc en 2016, cédé à DSF Koblenz en 2018.

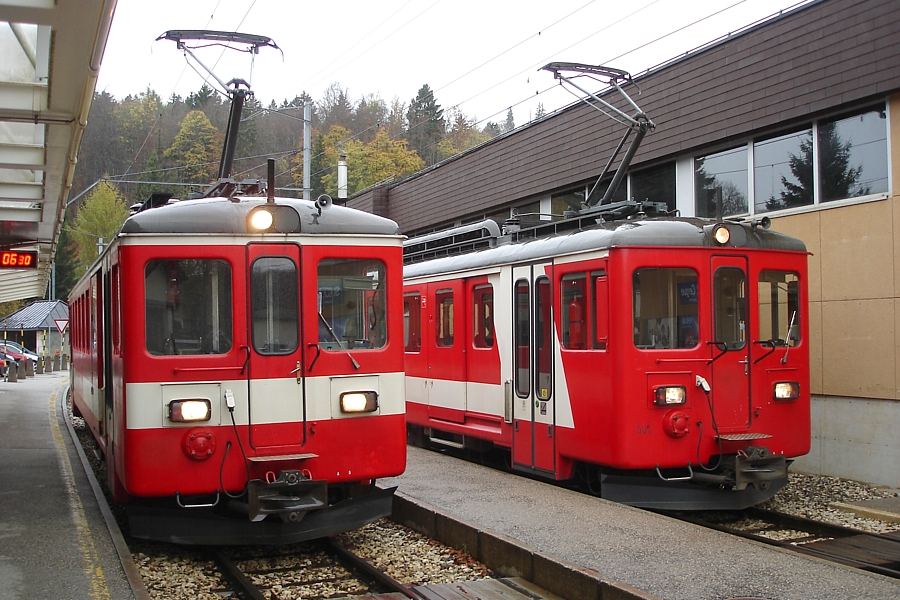
NStCM BDe 4/4 232 et 231, ex-CJ BDe 4/4 607 et 606.
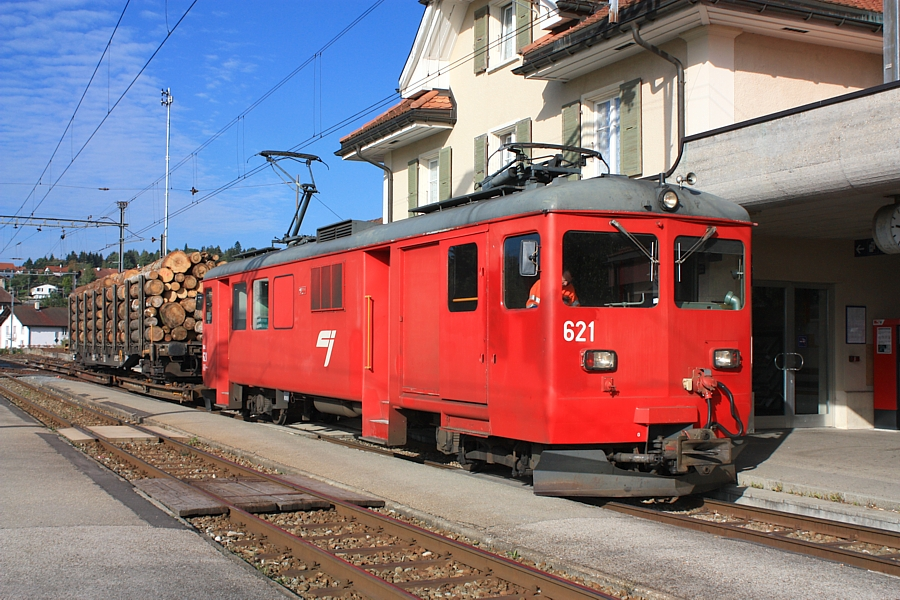
BDe 4/4 621 ex-BTI et FW, démolie en 2017.
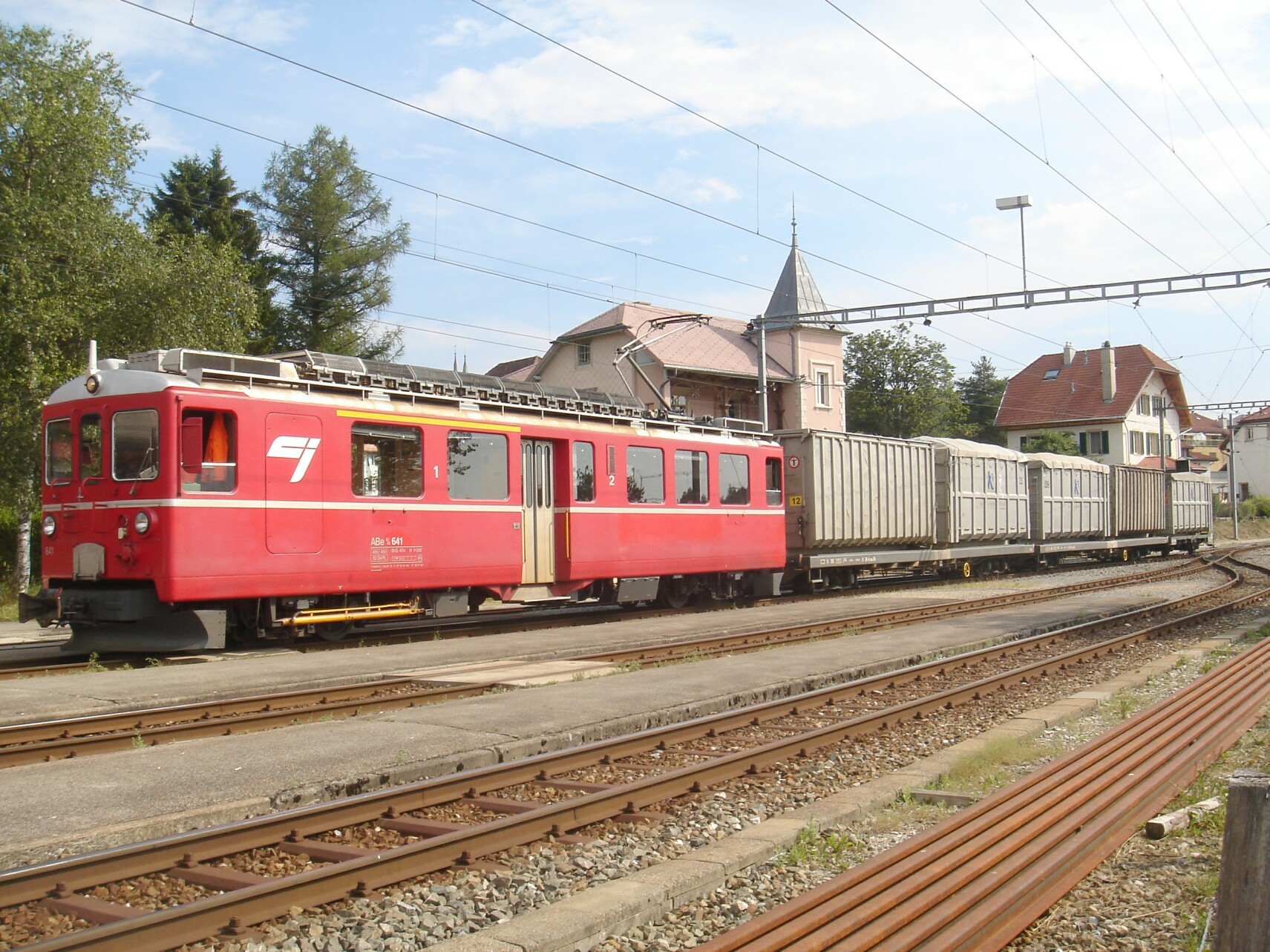
(A)Be 4/4 641 ex-RhB, démolie en 2017.
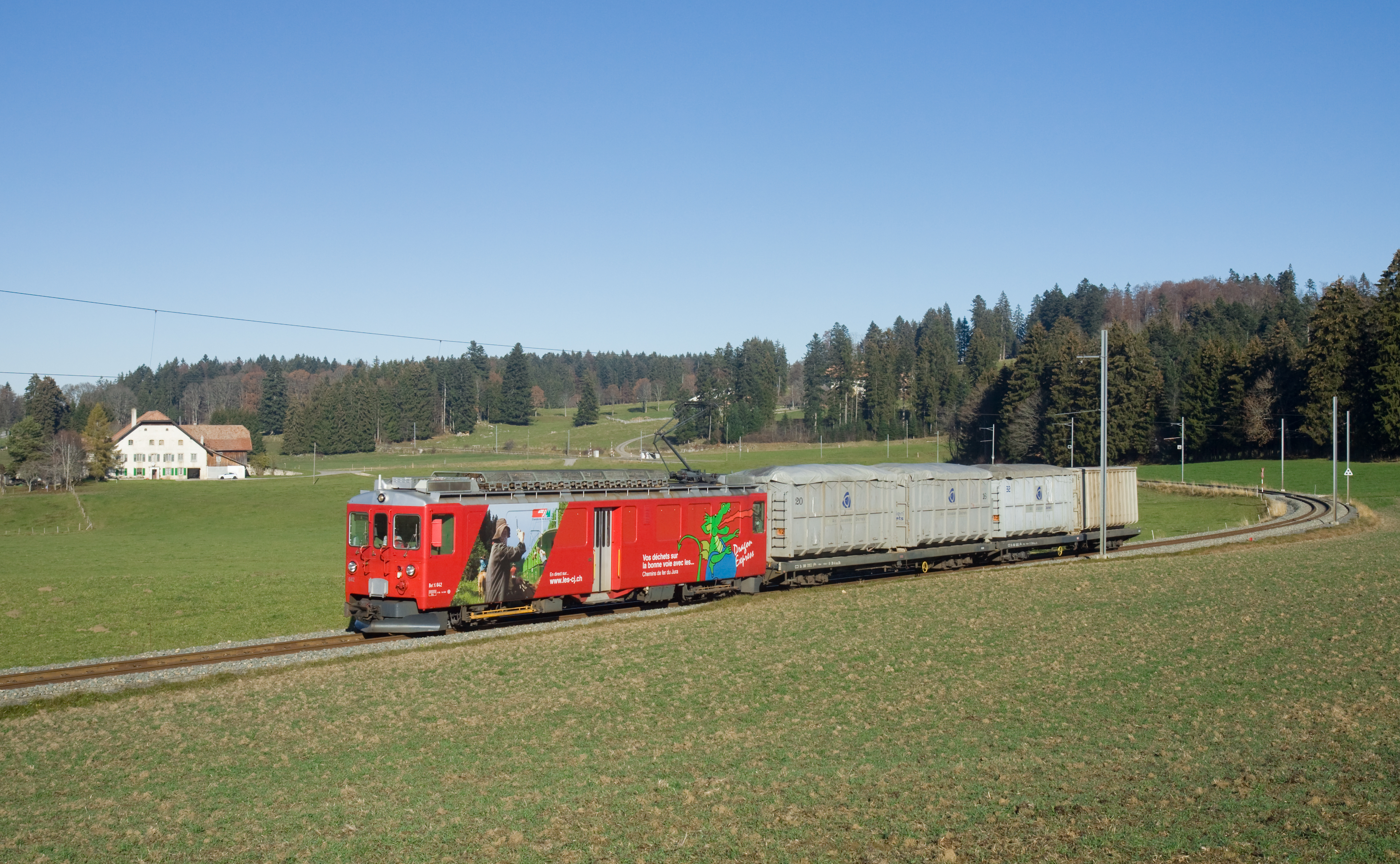
(A)Be 4/4 642 ex-RhB, démolie en 2015.
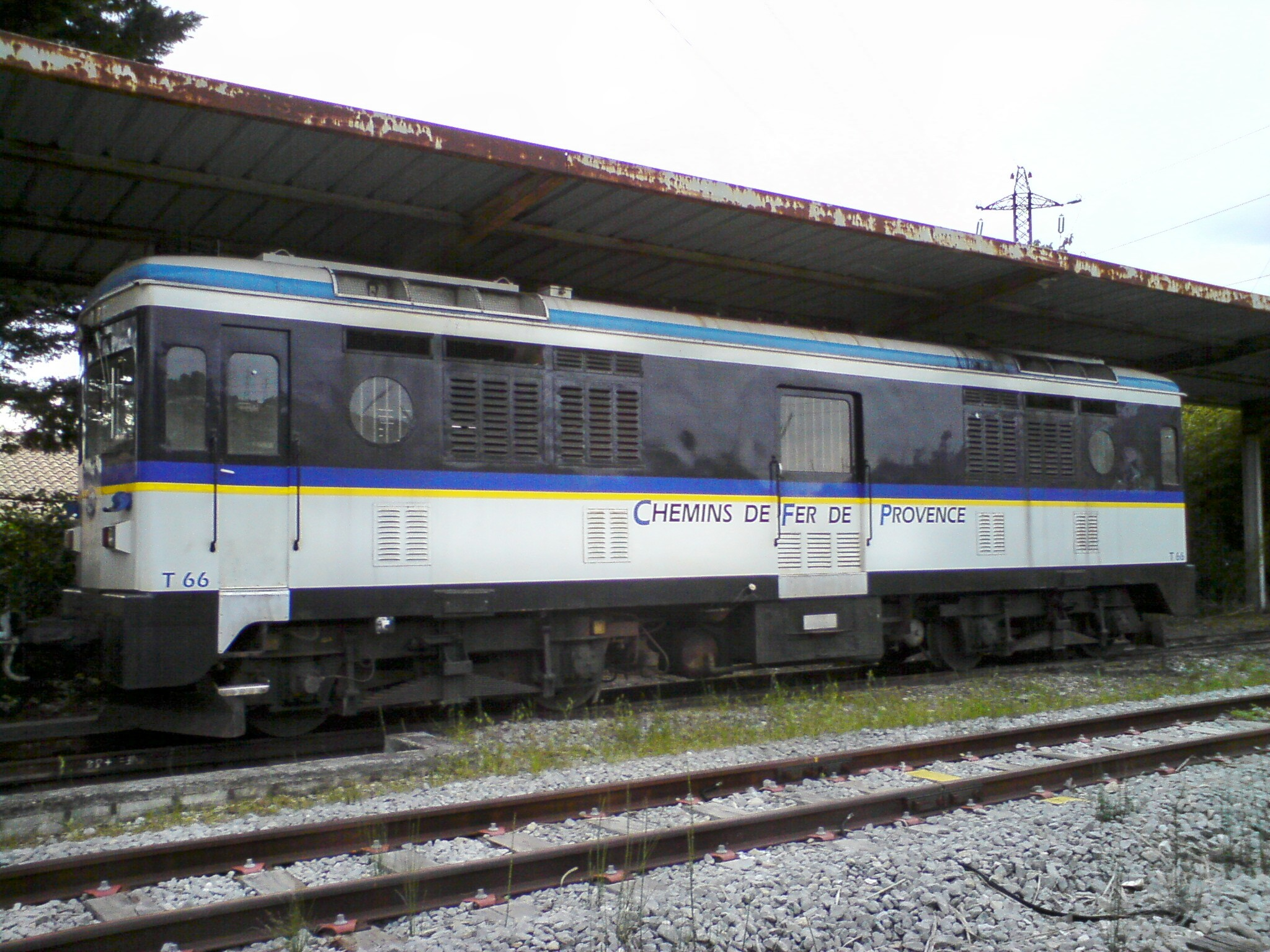
Ex-CJ Gm 4/4 508, vendue en 1998 aux Chemins de fer de Provence.
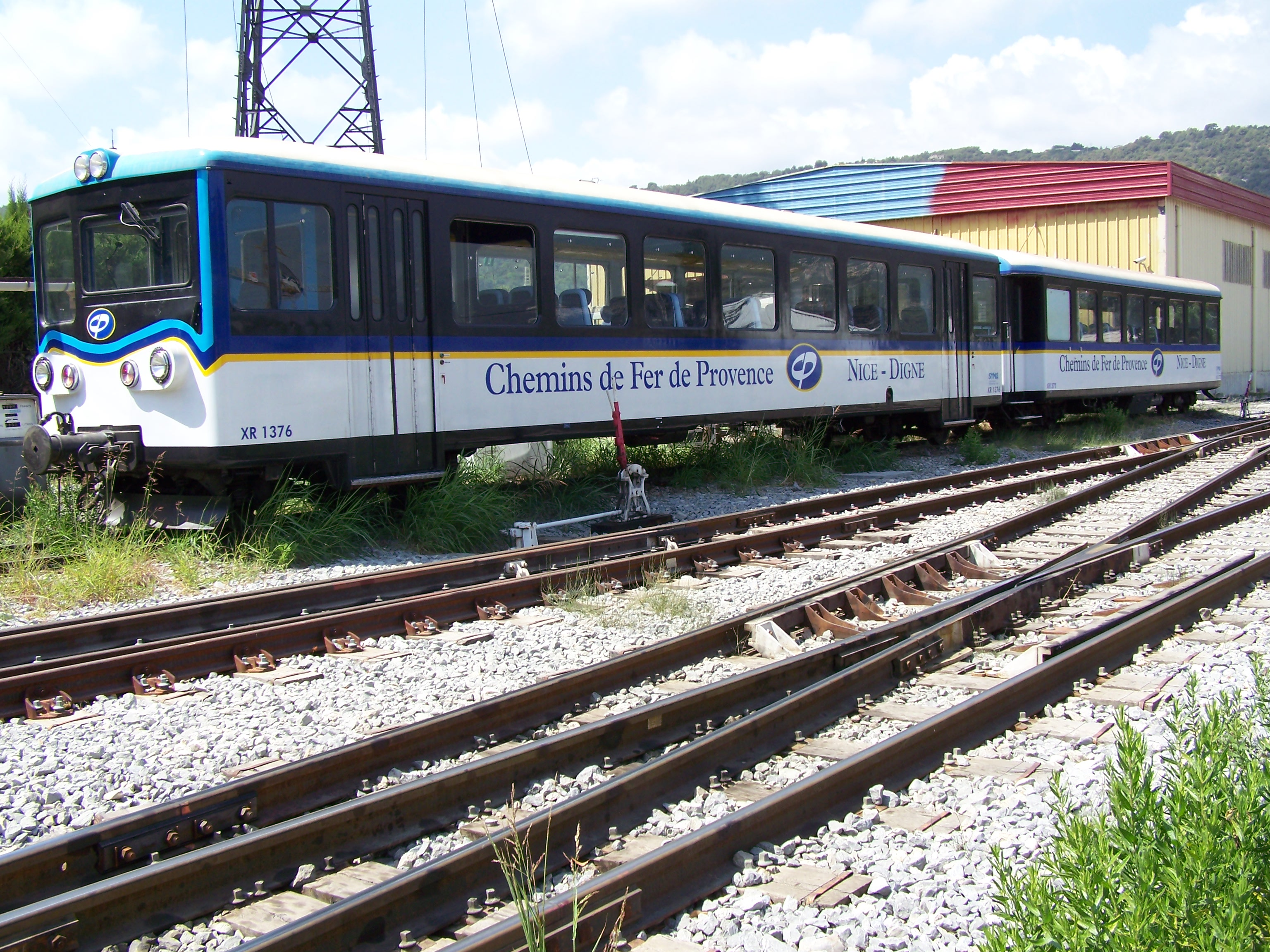
Ex-CJ Bt 706 aujourd'hui en service aux Chemins de fer de Provence.
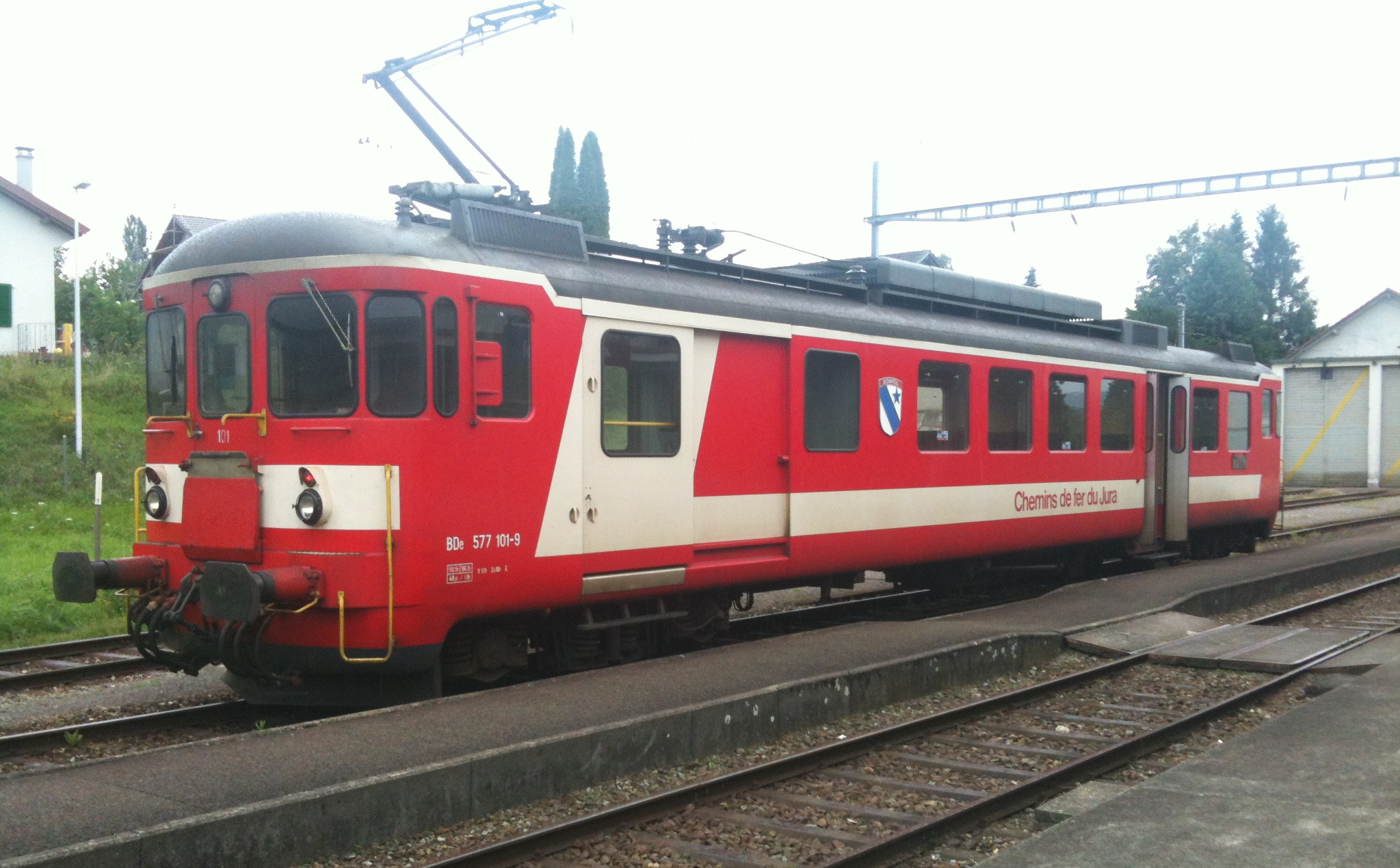
BDe 4/4 577 101-9 « Bonfol »[17] démolie en juillet 2020.

Références : Le-Rail.ch

### Véhicules routiers[19]
- Bus de ligne : 5
- Minibus : 6
- Camions : 4
- Remorques : 8
- Véhicules de service : 20
- Divers : 4

## Infrastructure

### Énergie de traction
Le réseau à voie métrique est alimenté par une tension de 1500 Vdc. 7 sous-stations assurent la conversion du 16000V/50 Hz en 1500 Vdc. Un échange d'énergie a lieu à La Chaux-de-Fonds entre les CJ et les TransN. Les fournisseurs d'énergie de traction sont les BKW, La Goule et les TransN.
Toutes les kWh consommées aux CJ sont d'origine hydraulique suisse. En 2017, la première centrale photovoltaïque a été mise en service au Noirmont. Elle alimente les installations de sécurité du Noirmont. Le surplus est injecté dans la ligne de contact.
Toutes les sous-stations et les interrupteurs LC sont télécommandées depuis le CGT à Tramelan.

#### Liste des sous-stations
- Orange
- Les Reussilles
- Le Noirmont
- La Ferrière
- Pré-Petitjean
- Sceut
- Glovelier

### Installations de sécurité

#### Poste d'enclenchement
Tous les postes d'enclenchements sont issus de la technologie Domino de Siemens, ex-Intégra.
En 2014, les CJ ont mis en service leur 1er Domino 67.
Le 14 septembre 2018, les CJ ont mis en service le 1er enclenchement Eurolocking de l'entreprise BÄR.

#### Liste des postes d'enclenchements, ligne 236
- Glovelier, Do55/69 avec signaux de voie
- Combe-Tabeillon, Do69
- Sceut, block centralisé à Combe-Tabeillon
- La Roche, système de protection contre les chutes de pierre
- Bollement, Do55/69
- Pré-Petitjean, Do69
- Saignelégier, Eurolocking
- Les Emibois, poste de block Do55/69
- Le Noirmont, Do67
- Les Bois, Do55/69
- La Ferrière, Do55/69
- La Cibourg, Do69
- Bellevue, Eurolocking
- La Chaux-de-Fonds, Do69, gare commune avec TransN

#### Liste des postes d'enclenchements, ligne 237
- Tavannes, Do55/69
- Orange, Do69
- Tramelan, Do55/69. Eurolocking prévu en 2026
- Les Reussilles, Do55/69
- Les Breuleux, Do55/69

#### Liste des postes d'enclenchements, ligne 238
- Alle, Intégra en câblage libre. Eurolocking prévu en 2024
- Alle Centre, Eurolocking
- Vendlincourt, Eurolocking
- Bonfol, Intégra en câblage libre. Eurolocking prévu en 2023

### Particularités CJ
À Combe-Tabeillon, les signaux de sortie peuvent présenter la lettre B ou G, soit une sortie en direction de Bollement ou Glovelier

### Passage à niveau
Les passages à niveau sont sécurisés principalement par des installations TYk ou BA8 provenant de Siemens, ex-Intégra ainsi que par des installations électroniques provenant de l'entreprise RGS.
Ligne 236
- PN de la Transjuranne (appartient aux CFF)
- PN du Stand
- PN de Foradray
- PN Côte d'Oye
- PN La Combe
- PN de Pré-Petitjean
- PN accès au quai de Pré-Petitjean
- PN Les Communances
- PN du Paquier
- PN de la Gruère
- PN de la Gare
- PN des Emibois route cantonale
- PN des Emibois piétons
- PN Sous la Velle
- PN accès aux quais du Noirmont
- PN du Pré-Chevri
- PN du Creux-des-Biches
- PN du Cerneux-Joly
- PN du Boéchet
- PN du Bois-Français
- PN des Bois
- PN du Golf
- PN de la Chaux-d'Abel
- PN de La Ferrière
- PN de la Cibourg
- PN des Reprises
- PN Lozeron
- PN de la Jailleta
- PN de l'Etoile (zone tramway)
- PN de la Tranchée (zone tramway)[20]

Ligne 237
- PN du Pré-Claude
- PN du Fuet
- PN Orange
- PN des Rottes
- PN de la Malade
- PN du Jeanbrenin
- PN de la Promenade
- PN des Frênes
- PN Virgil-Rossel
- PN Grand-Rue
- PN du Chalet
- PN des Reussilles
- PN du Bioulet 1
- PN du Bioulet 2
- PN du Pied d'Or
- PN Grand-Rue (Les Breuleux)
- PN accès au quai des Breuleux
- PN de l'Industrie
- PN du Curé Beuret
- PN Sous-le-Terreau
- PN Bircher

Ligne 238
- PN de Courgenay
- PN de la Filature
- PN Mötteli
- PN Migy
- PN de Cornol
- PN de Miécourt
- PN de Courtavon
- PN Albisetti
- PN des Etangs

### Block
Les CJ utilisent des blocks TMn de Siemens. Le block standard des CJ est le block TMn 807. Le tronçon Porrentry - Alle est équipé du block TMn 815. Avec la mise en service du nouvel enclenchement Eurolocking de Bellevue, les CJ ont introduit le block TMn 840-3.
Depuis le 31 janvier 2021, le premier block électronique est en service entre Alle Centre et Vendlincourt.

### Circuit de voie et compteurs d'essieux
Les CJ utilisent les circuits de voie 100 Hz, les UGSK 95 et UGSK 3.
Le 18 août 2017, les CJ ont mis en service leur premier compteur d'essieux FADC/RSR180 de Frauscher. Ces compteurs ont été homologués en Suisse grâce au projet pilote que les CJ ont réalisé à Glovelier.

## Chronologie des améliorations techniques
- 23 août 2012 : renouvellement du passage à niveau de la Filature à Alle (installation RGS LC-06) ;
- 30 août 2012 : renouvellement du passage à niveau de la route de Cornol à Alle (installation RGS LC-06) ;
- 18 décembre 2012 : renouvellement du passage à niveau de la route de Miécourt à Alle (installation RGS LC-06) ;
- 16 mai 2013 : mise en service du passage à niveau du Stand à Glovelier ;
- 31 octobre 2013 : renouvellement du passage à niveau des Reprises, commune de La Chaux-de-Fonds (installation RGS LC-06) ;
- 31 octobre 2013 : mise en service du passage à niveau Lozeron, commune de La Chaux-de-Fonds (installation RGS LC-06) ;
- 12 décembre 2013 : mise en service de l'image 2 au signal d'entrée de Tramelan dans le cadre de l'augmentation des vitesses Tavannes - Tramelan ;
- 25 novembre 2014 : mise en service du Domino 67 du Noirmont avec télécommande VBBa depuis Tramelan ;
- 10 décembre 2014 : mise en service des passages à niveau de Migy et Mötteli à Alle (installations RGS LC-06 avec treuils VE 650) ;
- 18 décembre 2014 : mise en service du passage à niveau de la Gare à Saignelégier ;
- 3 juin 2015 : mise en service du poste de block de Sceut ;
- 14 janvier 2016 : nouvelle télécommande VBBa du poste d'enclenchement des Reussilles ;
- 29 août 2016 : nouvelle télécommande VBBa du poste de block des Emibois et migration au centre de gestion du trafic à Tramelan ;
- 10 juin 2016 : remplacement des circuits de voie 100 Hz par des UGSK3 en gare de La Cibourg ;
- 13 décembre 2016 : nouvelle télécommande VBBa du poste d'enclenchement d'Orange ;
- 2 avril 2017 : mise en service d'un nouvel interrupteur primaire et d'un nouveau redresseur Sécheron à la sous-station de La Ferrière ;
- 15 juin 2017 : nouvelle télécommande VBBa de la gare de La Cibourg et migration au centre de gestion du trafic à Tramelan ;
- 18 août 2017 : mise en service de l'enclenchement provisoire de Bellevue ;
- 30 août 2017 : mise en service des arrêts automatiques au passage à niveau de La Chaux-d'Abel ;
- 31 août 2017 : mise en service des arrêts automatiques au passage à niveau du Boéchet ;
- 12 novembre 2017 : remise en service du tronçon La Chaux-de-Fonds EST à La Chaux-de-Fonds (renouvellement de voie, du pont de la ligne de contact) ;
- 12 novembre 2017 : renouvellement du PN de l'Étoile ;
- 12 novembre 2017 : mise en service du nouveau PN de La Tranchée à La Chaux-de-Fonds ;
- 23 mars 2018 : amélioration du temps de fermeture du PN des Reussilles ;
- 6 avril 2018 : nouvelle télécommande de la gare de La Ferrière et migration au CGT de Tramelan ;
- 14 septembre 2018 : mise en service du 1er enclenchement électronique Eurolocking à Bellevue (1re en Suisse) ;
- 28 juin 2019 : nouvelle télécommande VBBa de la gare des Breuleux et mise en service des signaux de voie, du passage à niveau pour l'accès au quai ainsi que remplacement des circuits de voie par des compteurs d'essieux FADC ;
- 9 juillet 2019 : nouvelle télécommande VBBa de la gare de Pré-Petitjean ;
- 8 août 2019 : remplacement de du transformateur, du redresseur, de la MT de la sous-station de Sceut.
- 9 mars 2020 : mise en service du nouveau contrôle de la marche des trains ZSI 127 entre Glovelier et Bollement (mode Full Supervision)
- 30 juin 2020 : nouvelle télécommande VBBa de la gare de Bollement
- 10 septembre 2020 : renouvellement des PN des Frênes et du Chalet à Tramelan. Ces PN sont équipés de barrières.
- 11 septembre 2020 : renouvellement du PN de la Grand-Rue à Tramelan
- 20 novembre 2020 : mise en service du ZSI entre Bollement et Saignelégier (non compris) ainsi que la pleine voie entre Les Reussilles et Tramelan
- 30 novembre 2020 : mise en service de la nouvelle sous-station de Glovelier
- 15 décembre 2020 : nouvelle télécommande VBBa de Combe-Tabeillon et du block centralisé de Sceut
- 31 janvier 2021 : mise en service du nouvel enclenchement électronique Eurolocking d'Alle-Centre et de son satellite de Vendlincourt
- 28 mai 2021 : mise en service du ZSI Le Noirmont - Les Emibois
- 26 octobre 2021 : mise en service du block TMn840 entre Bollement et Pré-Petitjean (en remplacement du block TMN 815)
- 12 novembre 2021 : mise en service du nouvel enclenchement électronique Eurolocking à Saignelégier en remplacement du Domino 69.
- 20 mai 2022 : mise en service du ZSI entre La Cibourg - Bellevue - La Chaux-de-Fonds
- 10 juin 2022 : mise en service du bloc intelligent entre Bellevue et La Cibourg

## Trafic de wagons complets à voie normale
Les CJ assurent le trafic de wagons complets en collaboration avec CFF Cargo. Ces wagons, équipés d'essieux pour la voie normale, sont transportés sur les lignes à voie métrique sur des chariots porteurs, appelés aussi trucks. Le système a été instauré en mai 1915 avec l'implantation de fosses à trucks en gare de La Chaux-de-Fonds et de Saignelégier (la ligne Saignelégier–Glovelier était initialement à voie normale jusqu'à sa transformation en voie métrique entre 1948 et 1953).
Des fosses à trucks ont été installées à :
- La Chaux-de-Fonds (mai 1915, démontée en 2010) ;
- Saignelégier (mai 1915, supprimée en mai 1948) ;
- Glovelier (en service dès le 4 octobre 1955) ;
- Tavannes dès le 1er mai 1921).